# ميغيل ميسيل دومينغيز
ميغيل ميسيل دومينغيز (بالإسبانية: Miguel Angel Dominguez)‏ هو لاعب كرة قدم باراغواياني، ولد في 30 سبتمبر 1979. لعب مع سيرو بورتينيو.